# Eurya zigzag
Eurya zigzag är en tvåhjärtbladig växtart som beskrevs av Masamune. Eurya zigzag ingår i släktet Eurya och familjen Pentaphylacaceae. Inga underarter finns listade i Catalogue of Life.